# Lijst van burgemeesters van Heemstede
Dit is een lijst van burgemeesters van de Nederlandse gemeente Heemstede in de provincie Noord-Holland.
| Ambtsperiode                   | Naam burgemeester                                       | Partij of stroming | Bijzonderheden |
| ------------------------------ | ------------------------------------------------------- | ------------------ | --- |
| 1811 - 1837                    | Willem Hendrik Gerlings                                 |                    | |
| 1838 - 1850                    | J. Dolleman jr.                                         |                    | |
| 1850 - 1853                    | M.S.F. Moraaz Imans                                     |                    | |
| 1853 - 1856                    | M.S.P. Pabst                                            |                    | |
| 1856 - 1874                    | Cornelis van Lennep                                     |                    | |
| 1873 - 1874                    | Hendrik van Wickevoort Crommelin                        |                    | waarnemend burgemeester |
| 1874 - 1891                    | J. Ph. Dolleman                                         |                    | |
| 1891 - 1916                    | Jhr. mr. David Eliza van Lennep                         |                    | zoon van Cornelis van Lennep (1823-1874) |
| 1916 - 1942                    | Jhr. J.P.W. (Johan Pieter Willem) van Doorn (1884-1953) |                    | |
| 1942 - 1945                    | J.H. van Riesen                                         | NSB                | |
| 1945 - 1949                    | Jhr. J.P.W. van Doorn                                   |                    | |
| 1950 - 1970                    | mr. A.G.A. ridder van Rappard                           | partijloos         | was burgemeester van Olst |
| 1971 - 1978                    | Jhr. W.H.D. Quarles van Ufford                          | VVD                | |
| 1979 - 1993                    | Jhr. Oscar (O.R.) van den Bosch                         | CDA                | |
| 1993 - 2001                    | Jkvr. Nicoline (N.H.) van den Broek-Laman Trip          | VVD                | |
| 1 juni 2001 - 31 maart 2007    | Tine van der Stroom-van Ewijk                           | VVD                | |
| 1 april 2007 - 16 januari 2018 | Marianne Heeremans                                      | PvdA               | Van 1 tot 17 januari 2018 als waarnemend burgemeester i.v.m. ontslag van rechtswege per 1 januari 2018 wegens het bereiken van de 70-jarige leeftijd. |
| 17 januari 2018 - 8 maart 2024 | Astrid Nienhuis                                         | VVD                | vanaf 17 januari 2024 waarnemend burgemeester |
| 16 april 2024 - heden          | Falgun Binnendijk                                       | CDA                | [ 4 ] |